# Валиев, Файзи
Файзи Валиев (баш. Фәйзи Вәлиев; 1892—1941) — российский, советский башкирский и татарский писатель.

## Биография
Файзрахман Исламович Валиев родился в 1892 году в деревне Шарипово Уфимского уезда Уфимской губернии (Кушнаренковского района Башкортостана). В 1906 году поступил в медресе «Галия» в Уфе, окончил его в 1912 году. Участвовал в Первой мировой и Гражданской войнах.
С 1919 года — инструктор Народного комиссариата просвещения РСФСР. С 1921 года — переводчик представительства РСФСР в Турции. В 1924—1926 годах — инструктор Башкирского областного комитета ВКП(б), 1‑й секретарь Месягутовского кантонного комитета ВКП(б). В начале 1930-х годов окончил Московский институт народного хозяйства им. Г. В. Плеханова, работал директором Башкирского золото-медного комбината.
Скончался 29 ноября 1941 года в Уфе.

## Творчество
Литературную деятельность начал ещё во время учёбы в медресе. В 1910—1911 годах опубликовал свои первые произведения на татарском языке в журнале «Шуро» и газете «Вакыт». В его стихотворении «Өмөтлө күңелдән» («С надеждой в душе») он выражает надежду на светлое будущее башкирского народа. В рассказе «Ирхан учитель», написанном в 1915 году, автор повествует о сельском учителе, которого Первая мировая война оторвала от любимой школы и учеников. Произведения «Йырлайҙар» («Поют») и «Намаҙ» («Намаз») также посвящены событиям Первой мировой войны. В нэсер «Урал буйҙары» («На Урале») Валиев размышляет о своего народа и родного края. В рассказе «Кәмәлә» («На лодке») он передаёт душевные переживания влюблённых. «Башкирская энциклопедия» относит это произведение к лучшим образцам башкирской лирической прозы. В 1920-х годах Валиев опубликовал рассказ «Большевик Сәләй» («Большевик Саляй») и путевые записи «Анкара юлында» («На пути в Анкару»). Он записал эпос «Джик Мерген» и впервые опубликовал его в 1916 году на татарском языке в журнале «Ан» («Сознание», Казань).

## Сочинения
- Фәйзи хикәяләре. Казан, 1918.